# Thott
Thott var en skånsk uradelsslægt, der gennem ægteskaber var knyttet til både den danske og svenske adel. Slægten er uddød i Danmark, men findes endnu i Sverige.
De ni sønner af Axel Pedersen Thott, Axelsønnerne, spillede en afgørende rolle i det 15. århundrede og søgte at føre en egen unionspolitik. De betydeligste af disse var Erik, svensk rigsforstander 1457 og 1466-67, og Iver, der som lensmand på Gulland (Gotland) 1464-86 reelt var uafhængig af kongemagten.
Slægten uddøde i Danmark med Otto Thott, greve til Gavnø. Hans arving, Holger Reedtz, tog navnet Reedtz-Thott og hans søn, Otto Reedtz-Thott, dannede Baroniet Gaunø i 1805.

## Våbenskjold
Skjoldet er firdelt af guld og rødt, på hjelmen to af guld og rødt vekselvis delte vesselhorn.

## Historie
Tord Aagesen Thott til Loddeköping levede i slutningen af 1200-tallet og gav gods til Lund Domkirke. Han var vistnok farfar til de to brødre, Niels Aagesen Kyrning (død 1354) og Absalon Aagesen til Herlev (Härlöv) i Gärds herred. Den førstnævnte var farfar til Stig Aagesen, der 1397 beseglede kongevalget i Kalmar. Hans sønnesøns søn, rigsråden, Tage Ottesen Thott til Næs og Eriksholm (død 1562), som genoptog det skrinlagte slægtsnavn efter to hundrede år, førte 1546 sammen med Peder Skram overbefalingen i Skåne. Han var en af de få adelsmænd som modtog ridderslag, der blev tilbudt ved Frederik IIs kroning. Sønnen, Otte Thott til Næs og Eriksholm (1543-1588), blev i sit ægteskab med Sophie Brahe far til "Skånes Konge", rigsråden Tage Ottesen Thott til Eriksholm (1580-1658). Denne deltog som ung i Kalmarkrigen, blev gentagne gange, skønt han manglede ydre slebenhed, benyttet i vigtige diplomatiske opgaver og var sin tids største jordbesidder i Skåne. Ved flere lejligheder værnede han om adelens rettigheder.
Hans ældre søn, rigsråden Otte Thott til Næs (1607-1656), ligeledes kendt for sin store godsbesiddelser, var far til gehejmeråd og hvid ridder Knud Thott (1639-1702) og til gehejmeråd og hvid ridder Tage Thott (1648-1707). Under den Skånske Krig anmodede brødrene Thott og deres søster Jytte Ottesdatter Thotts mand  Jørgen Krabbe kong Christian 5. om hjælp til at flygte fra "denne laborinth" som var krigen i Skåne. Det har længe været påstået, at de blev tvangsført til Danmark, men det stemmer ikke overens med deres egne notater og de danske krigsarkiver. Krabbe blev fængslet og henrettet kun få dage efter deres ansøgning, men Knud Thott rejste selv til danskerne og Holger, Tage og Jytte Thott og deres mor blev samlet op af den danske hær under oberste Basse i to omgange. Efter Krabbes henrettelse i januar 1678 blev brødrene Thott dømt til døden i Sverige, men blev senere benådet og fik deres skånske besiddelser tilbage. Den eneste, der flyttede tilbage til Skåne efter den skånske krig, var Jytte Thott. Knud Thott, som 1664 havde ladet sig introducere i det svenske Ridderhus, efter at han allerede tidligere havde aflagt ed til kongen af Sverige, kom i Danmark til at indtage betydelige stillinger, bl.a. som præces i Krigskommissariatet og som deputeret for finanserne og medlem af gehejmekonseillet. Han roses for sin pligtfølelse, utrættelige arbejdsomhed og fuldkomne ubestikkelighed. 1681 erhvervede han herregården Gavnø. Hans yngre bror, der blev amtmand i Holbæk Amt og landsdommer i Sjælland, var far til slægtens sidste mand i Danmark, statsminister Otto Thott, som 24. december 1767 blev optaget i dansk lensgrevelig stand.
Ove Thott til Skabersjö (1626-1666), yngre søn af ovennævnte Tage Ottesen Thott (død 1658), var farfar til Otto Thott til Skabersjö (1696-1758), som 1756 introduceredes i det svenske Ridderhus. Fra hans søn, landshøvding i Malmøhus Len, Tage Thott til Skabersjö (1739-1824), svensk friherre 27. december 1778 og svensk greve 9. maj 1807, nedstammer den svenske gren af slægten.
Den ovennævnte Absalon Aagesens sønnesøn, rigsråden Axel Pedersen Thott til Herlev (død ca. 1446/47), der spillede en rolle under Erik af Pommerns eneregering, var forlenet med Varberg. Han vedblev en tid at holde fast ved kongen, efter at denne var afsat, men sluttede sig 1441 til kong Christoffer. I sine to ægteskaber blev han far til de ni "Axelsønner", af hvilke de fleste kom til at indtage mægtige stillinger.

### Axelsønnerne
- Peder Axelsen Thott (død 1463), en voldsom og hensynsløs person, blev domprovst i Lund og søgte senere at blive biskop i Odense, til hvilken stilling han hævdede at være valgt af kapitlet.
- Oluf Axelsen Thott til Vallø (død 1464) var rigsråd og hørte til kredsen, der 1438 henvendte sig til Christoffer af Bayern, og som året efter udstedte opsigelsesbrevet til kong Erik. Under den ny konge fik han betydelige forleninger og udnævntes til marsk. 1449 kom han med en flåde til Gotland, hvor han blev lensmand til sin død. Han var 1452 med til det mislykkede flådeangreb på Stockholm og havde senere stridigheder med Hansestæderne.
- Åge Axelsen Thott til Hjuleberg (død 1477) var rigsråd men tøvede ligesom faren med at anerkende kong Christoffer. Under Christian I benyttedes han gentagne gange i offentlige anliggender, navnlig i forholdet til de andre nordiske riger. Han ejede både gods i Danmark og Sverige, hvor hans datter Ingeborg ægtede Sten Sture den Ældre, men var den mest dansksindede af brødrene, der levede efter 1464.
- Kjeld Axelsen til Grubbe-Ordrup (død 1454).
- Erik Axelsen (Thott) til Lagnö i Södermanland (død 1481) tog i sine yngre år ophold i Sverige. Han blev svensk rigsråd og efter Karl Knutssons bortrejse 1457 rigsforstander sammen med ærkebiskop Jons. Efter Christian I kort efter var antaget til konge i Sverige, måtte Erik Axelsen (Thott) nøjes med stillingen som hofmester i dette rige. 1466 brød han med Christian I og blev atter svensk rigsforstander, men nedlagde denne stilling, da Karl Knutsson året efter blev konge for tredje gang, hvorefter han trak sig tilbage til sine finske forleninger, Viborg og Åbo, hvor han spillede en betydelig rolle.
- Iver Axelsen Thott til Lillö (død 1487) var dansk rigsråd i Christian Is første regeringsår og blev 1464 lensmand på Gotland, hvor han nu sad som faktisk enerådig hersker i 20 år. Han ægtede kong Karl Knutssons datter Magdalene og brød med kong Christian, ligesom broren Erik. Senere hævdede han dog, at han havde holdt Visborg til kongens og Danmarks krones hånd under øens særlige stilling. Efter at kong Hans endelig var kommet i besiddelse af Gotland 1487, blev Iver Axelsen Thott taget til nåde, men mistede sin uafhængige stilling, idet der indsattes en anden lensmand på øen.
- Anders Axelsen (død 1465 i ung alder).
- Philippus Axelsen Thott (død 1464) var rigsråd og en kort tid lensmand af Gotland efter broren Oluf Axelsen Thott.
- Laurens Axelsen Thott (død 1483) var først dansk rigsråd, men brød 1466 med kong Christian. Han sluttede sig nu helt til Sverige, blev svensk rigsråd, men opholdt sig mest på sine finske forleninger.

### Deres efterkommere
Den tredje af brødrene, Åge Axelsen Thott, var far til dansk og svensk rigsråd Erik Aagesen Thott til Bavelse, der endnu levede 1494, og Claus Aagesen til Hjuleberg, som var død 1521.
Fra Erik Aagesen Thotts søn, svensk rigsråd Tonne Eriksson, Danmarks ivrige modstander, der 1522 blev henrettet i Åbo, nedstammer den for længst uddøde Skedebo-linje, hvorfra medlemmer blev introduceret i det svenske Ridderhus i 1625.
Claus Aagesen til Hjuleberg var far til Åke Classon til Bystad (død 1531) og til Claus Clausen Thott til Hjuleberg († 1585). Åke Classons linje uddøde med hans sønnesøns sønnesøn, overstatholder i Stockholm, senere generalguvernør i Lifland, feltmarskal Clas Thott (1630-1674), der 20. marts 1652 blev svensk greve. Claus Clausen Thott blev stamfar til den uddøde Boltinggaard-linje.
Claus Clausen Thott sønnesøn, Christian Thott til Boltinggaard (1568-1617), var far til stiftamtmand i Aarhus Henrik Thott (1606-ca. 1675), der blev fuldstændig ruineret, og som endnu levede 1674 i stor nød som den sidste mandlige ætling af Axelsønnerne.

## Personer
- Axel Pedersen Thott (død ca. 1446), dansk rigsråd
  - Erik Axelsen (Thott) (ca. 1415-1481), rigsforstander
  - Philippus Axelsen Thott (død 1464), dansk rigsråd
  - Oluf Axelsen Thott (død 1464), dansk rigsmarsk
  - Peder Axelsen Thott (død 1463), domprovst i Lund
  - Åge Axelsen Thott (død 1477)
  - Laurens Axelsen Thott (død 1483), dansk og svensk rigsråd
  - Iver Axelsen Thott (død 1487), dansk og svensk rigsråd
- Åge Andersen Thott (død 1520), dansk rigsråd
- Tage Ottesen Thott til Næs (død 1562), dansk rigsråd
- Tage Andersen Thott (død 1643), dansk lensmand
- Tage Ottesen Thott til Eriksholm (1580-1658), dansk rigsråd
- Henrik Thott (1606-ca. 1675), stiftamtmand
- Otte Thott til Næs (1607-1656), dansk rigsråd
- Birgitte Thott (1610-1662), dansk oversætter
- Knud Thott (1639-1702), dansk gehejmeråd
- Tage Thott (1648-1707), dansk amtmand og landsdommer
- Otto Thott (1703-1785), dansk greve, gehejmeråd og bogsamler

## Steder knyttet til slægten
- Trolleholm slot (tidl. Eriksholm), Skåne
- Næs, Skåne
- Härlöv, Skåne
- Gavnø
- Thotts Palæ
- Fårupgård, Jelling